# 斯皮格特峰
64°38′S 62°34′W / 64.633°S 62.567°W

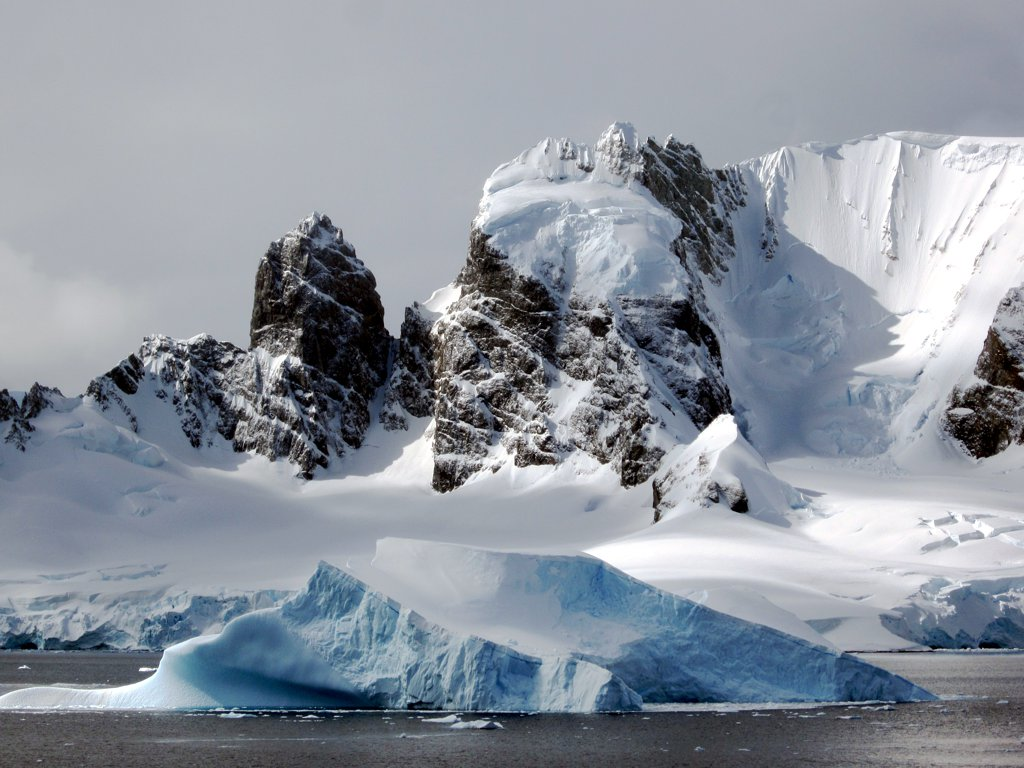
關於斯皮格特峰的圖片

斯皮格特峰（Spigot Peak），是南極洲的山峰，位於葛拉漢地西岸，處於奧恩港入口處南部，海拔高度285米，在1950年繪入阿根廷政府地圖，現時由南極條約體系管理。